# هالوتان
هالوتان (به انگلیسی: Halothane)
رده درمانی: داروی هوشبری
اشکال دارویی: گاز

## موارد مصرف
مصرف این دارو در بیهوشی عمومی مصرف می‌شود. هم برای اینداکشن(شروع بیهوشی) و ادامه ی بیهوشی

## مکانیسم اثر
این دارو بر سیستم عصبی مرکزی مؤثر است.

## عوارض جانبی
هالوتان ممکن است باعث سمیت کبدی به‌صورت یرقان خفیف تا نکروز کبدی شود. داروهای بیهوشکننده همچنین ممکن است باعث اختلال درمهارتهای روانی ـ حرکتی شوند. هذیان وتوهم بعد از بیهوشی از عوارض نسبتاً شایع هالوتان است. هیپوکسمی، کاهش فشارخون و آریتمی گذرا نیز ممکن است بروز نماید. در کشورهای پیشرفته، از هالوتان در بیهوشی بالغین – مگر در موارد خاص با اندیکاسیون مشخص و اثبات شده – استفاده نمی‌شود و این دارو با جایگزین‌ها ی مناسب دیگری که هپاتوتوکسیسیتی کمتری دارند، جایگزین شده‌است.